# Guinea-bissauische Fußballnationalmannschaft (U-23-Männer)
Die guinea-bissauische U-23-Fußballnationalmannschaft ist eine Auswahlmannschaft guinea-bissauischer Fußballspieler, die der Federação de Futebol da Guiné-Bissau unterliegt. Sie repräsentiert den Verband bei internationalen Freundschaftsspielen wie auch von 1991 bis 2015 bei den Afrikaspielen und seit 2011 beim U-23-Afrika-Cup, welcher über die Teilnahme an den Olympischen Sommerspielen entscheidet.

## Geschichte
An der Qualifikation für die Afrikaspiele nahm die U23 erstmals erst zu den Spielen 2007 teil. Hier trat man zum anberaumten Spiel gegen den Senegal aber gar nicht an, womit die Partie automatisch als Niederlage für die Mannschaft gewertet wurde. In der darauffolgenden Qualifikationsphase zu den Spielen 2011 traf man erneut auf den Senegal, diesmal wurden die beiden Partien jedoch nachträglich mit einer 0:3-Niederlage gewertet, weil in der Mannschaft von Guinea-Bissau ein Spieler eingesetzt wurde, welche die Altersgrenzen nicht erfüllte. Auch bei der Qualifikation für die Spiele 2015 zog man sich nach der Ziehung der ersten Partie, bereits von der Austragung zurück. Seit den Spielen 2019 nimmt die U-20 an dem Wettbewerb teil.
Erstmals nahm das Team an der Qualifikation vom U-23-Afrika-Cup 2015 teil. Hier zog man sich aber nach der Ziehung der ersten Partie direkt zurück. Für die Qualifikationsphase vom nächsten meldete der Verband dann gar nicht erst an. Bei der Qualifikation für die Austragung im Jahr 2023 bestritt man diesmal erstmals auch die ersten Qualifikationsspiele, scheiterte hier dann aber auch in der ersten Runde.

## Ergebnisse bei Turnieren
| Jahr | Platzierung        |
| ---- | ------------------ |
| 2007 | nicht qualifiziert |
| 2011 | nicht qualifiziert |
| 2015 | nicht qualifiziert |

| Jahr | Platzierung        |
| ---- | ------------------ |
| 2011 | keine Teilnahme    |
| 2015 | nicht qualifiziert |
| 2019 | keine Teilnahme    |
| 2023 | nicht qualifiziert |